# Zeuxine gracilis
Zeuxine gracilis är en orkidéart som först beskrevs av Jacob Gijsbert Samuel van Breda, och fick sitt nu gällande namn av Carl Ludwig von Blume. Zeuxine gracilis ingår i släktet Zeuxine och familjen orkidéer. Inga underarter finns listade i Catalogue of Life.